# Combretum alfredii
Combretum alfredii là một loài thực vật có hoa trong họ Trâm bầu. Loài này được Hance mô tả khoa học đầu tiên năm 1871.